# 石桥镇 (宝丰县)
石桥镇，是中华人民共和国河南省平顶山市宝丰县下辖的一个乡镇级行政单位。

## 行政区划
石桥镇下辖以下地区：
石桥村、兴隆村、水泉村、田庄村、交马岭村、邢庄村、小彦湾村、竹园村、谷官营村、吕寨村、东大庄村、寺门村、塚坡村、师庄村、邱楼村、高铁村、何寨村、李丰山村、大牛村、肖坟村、肖楼村、西大庄村、高皇村、赵庄村、大胡庄村、闫庄村、王庄村和边庄村。

## 中国传统村落
2013年8月，高皇庙村被评为第二批中国传统村落。